# 曼努埃尔·瓦尔斯
曼努埃尔·卡洛斯·瓦尔斯·加尔费蒂（Manuel Carlos Valls Galfetti，法語發音：[manɥɛl kaʁlos vals ɡalfɛti]，加泰隆尼亞語發音：[mənuˈɛl ˈkaɾluz ˈβaʎz ɣalˈfeti]，西班牙語發音：[maˈnwel ˈkaɾloz ˈβalz ɣalˈfeti]；1962年8月13日—）法国前政治人物，前任法國總理（2014-2016）。出生于西班牙巴塞罗那，具有法国和西班牙双重国籍。此前他自2012年至2014年担任內政部长。2001年至2012年任埃夫里市长并自2002年始一直是國民議會成员。他是社会党成员。2016年12月6日，瓦爾斯為了參加2017年法國總統選舉，辭去總理職務。2018年，辞去法国国民议会议员职务，宣布參選其出生地—西班牙加泰隆尼亞大区首府巴塞羅拿的市長，但最终未能成功。瓦尔斯反對加泰羅尼亞獨立運動。2019年6月出任巴塞罗那市议会议员。

## 早年岁月
瓦尔斯1962年生于加泰隆尼亞巴塞罗那，1982年根据法国归化政策加入法国国籍。其父亲是一个加泰罗尼亚画家，母亲是瑞士籍意大利人。
1986年，他从巴黎第一大学历史系毕业，获得优异评语。此前，他在法国陆军120师团服兵役，驻扎在枫丹白露。在巴黎第一大学大学时期，他认识了他的第一任妻子并育有4个儿女。2010年，他与小提琴家安娜·格拉梵结婚。

## 总统大选
2012年，瓦尔斯参加社会党内初选。首轮选举告负后，他转投弗朗索瓦·奥朗德并被任命为竞选团队的媒体发言人。他对媒体的牢牢掌控，除总统候选人之外唯一的高出镜率为他赢得了“军官”的称号。

## 内政部长
2012年5月，他在让-马克·埃罗政府内阁任内政部长。

## 总理
2014年3月，由于社会党在法国市镇选举中失利，来自社会党的总理让-马克·埃罗为此承担败选的责任选择辞职，法国总统弗朗索瓦·奥朗德任命瓦尔斯担任新一任总理。新内阁于4月2日正式组建， 由来自于社会党的16名部长和一名来自于左派激进党的部长组成。
2014年8月25日，瓦尔斯因与经济部长阿诺·蒙特堡发生激烈冲突，向总统奥朗德递交辞呈，奥朗德随后宣布解散现政府，并要求瓦尔斯组建新政府。26日，奥朗德任命新一届内阁成员，经济部长蒙特堡被埃马纽埃尔·马克龙取代。马克龙代表社會黨政府推行勞工及經济改革，削減退休金及社會福利，受到不少左派人士的批評。法國政府於2016年7月20日動用憲法中第49-3條，即政府可以不通過國會投票表決而通過某項法案，通過新勞工法，飽受爭議的「限制勞資調解委員會津貼」一條被廢除，但「經濟型解僱」被確定下來。35小時工作制被解禁，而帶薪假期也可以在剛入職時就享有，不需等待曾經的「權利開啟」。這是在總理瓦爾斯任期內第二個被通過的重要法案，另一項是經濟改革的馬克隆法案。

## 後續
2024年12月，瓦尔斯出任法國海外部部长。

### 瓦尔斯内阁
|  | 职务                               | 姓名                                           | 政党       |  |
|  | ---------------------------------- | ---------------------------------------------- | ---------- |  |
|  | 总理                               | 曼紐爾·瓦爾斯                                  | 社会党     |  |
|  | 外交与国际发展部部长               | 洛朗·法比尤斯                                  | 社会党     |  |
|  | 生态、可持续发展和能源部长         | 塞戈莲娜·罗亚尔（Ségolène Royal）              | 社会党     |  |
|  | 国民教育、高等教育和研究部长       | 贝诺伊特·哈蒙（Benoît Hamon）                  | 社会党     |  |
|  | 司法部长 掌玺者                    | 克里斯蒂安娜·陶比拉（Christiane Taubira）      | 左派激进党 |  |
|  | 财政与公共账户部长                 | 米歇尔·萨潘（Michel Sapin）                    | 社会党     |  |
|  | 经济、产业复兴和数码事务部长       | 埃马纽埃尔·马克龙（Emmanuel Macron）           | 無黨派     |  |
|  | 社会事务部长                       | 马里索尔·图雷（Marisol Touraine）              | 社会党     |  |
|  | 劳工、就业和社会对话部长           | 弗朗索瓦·雷布萨门（François Rebsamen）         | 社会党     |  |
|  | 国防部长                           | 让-伊夫·勒德里昂（Jean-Yves Le Drian）         | 社会党     |  |
|  | 内政部长                           | 贝尔纳·卡泽纳夫（Bernard Cazeneuve）           | 社会党     |  |
|  | 妇女权利、创新、青年事务和体育部长 | 娜贾·瓦洛-贝勒卡西姆（Najat Vallaud-Belkacem） | 社会党     |  |
|  | 地方分权、国家改革和公共服务部长   | 玛丽利斯·勒布朗楚（Marylise Lebranchu）        | 社会党     |  |
|  | 文化和通信部长                     |                                                | 社会党     |  |
|  | 农业、农产品和林业部长, 政府发言人 | 斯蒂芬·勒佛尔（Stéphane Le Foll）              | 社会党     |  |
|  | 住房和区域发展部长                 | 西尔维亚·皮内尔（Sylvia Pinel）                | 左派激进党 |  |
|  | 法国海外部长                       | 乔治·波-朗日万（George Pau-Langevin）          | 社会党     |  |

### 国务秘书
|  | 职务                                     | 部门                                                          | 姓名               | 政党       |  |
|  | ---------------------------------------- | ------------------------------------------------------------- | ------------------ | ---------- |  |
|  | 议会关系国务秘书                         | Prime Minister                                                | Jean-Marie·Le Guen | 社会党     |  |
|  | 对外贸易和旅游促销国务秘书               | Minister of Foreign Affairs and International Development     | 芙勒尔·佩尔兰      | 社会党     |  |
|  | 欧洲事务国务秘书                         | Minister of Foreign Affairs and International Development     | Harlem·Désir       | 社会党     |  |
|  | 发展和法语国务秘书                       | Minister of Foreign Affairs and International Development     | Annick·Girardin    | 左派激进党 |  |
|  | 运输、海洋和渔业事务国务秘书             | Ecology, Sustainable Development and Energy                   | Frédéric·Cuvillier | 社会党     |  |
|  | 高等教育和研究事务国务秘书               | Minister of National Education, Higher Education and Research | Geneviève·Fioraso  | 社会党     |  |
|  | 预算事务国务秘书                         | Minister of Finance and Public Accounts                       | Christian·Eckert   | 社会党     |  |
|  | 贸易，工艺品，消费者和社会经济与团结事务 | Minister of Finance and Public Accounts                       | Carole·Delga       | 社会党     |  |
|  | 数字经济国务秘书                         | Minister of Finance and Public Accounts                       | Axelle·Lemaire     | 社会党     |  |
|  | 退伍军人                                 | Defence                                                       | Kader·Arif         | 社会党     |  |
|  | 地区改革                                 | Minister of Decentralisation, State Reform and Public Service | André·Vallini      | 社会党     |  |
|  | 家庭，老年人和自我                       | Social Affairs and Health                                     | Laurence·Rossignol | 社会党     |  |
|  | 残疾事务                                 | Social Affairs and Health                                     | Ségolène·Neuville  | 社会党     |  |
|  | 体育事务                                 | Minister of Women's Rights, Urbanity, Youth Affairs and Sport | Thierry·Braillard  | 左派激进党 |  |

## 个人生活
1987年瓦尔斯与前妻Nathalie Soulié结婚，两人育有四个子女。
2010年7月1日，他与小提琴演奏家Anne Gravoin结婚。他能讲法语、西班牙语、加泰罗尼亚语和意大利语。

## 荣誉

### 外国勋章奖章
- 圣米迦勒及圣乔治爵级大十字勋章（英国，2014年颁发[10]）：随总统奥朗德对英国进行国事访问。